# Besisi
Le besisi est une langue môn-khmer parlée en Malaisie péninsulaire. Ses locuteurs, qu'on appelle les Mah Meri, sont au nombre de 1 356 (2000 D. Bradley) et habitent dans la région côtière des États de Selangor et Malacca. 

## Classification
Le besisi appartient au groupe méridional des langues asliennes, un rameau de la branche môn-khmer des langues austroasiatiques.